# Нэнси Дрю. Платье для первой леди
«Нэнси Дрю. Платье для первой леди» (англ. Nancy Drew: Danger by Design) — четырнадцатая компьютерная игра-квест из серии «Нэнси Дрю». 
Выпущена 11 июля 2006 года компанией Her Interactive в США и Канаде; релиз русской версии состоялся 3 мая 2007 года.

## Игровой процесс
Начиная с «Тайны ранчо теней», в геймплее произошли некоторые изменения. Теперь экран поделён на две основные части: в верхней отображается вид на локацию от первого лица, там же можно выбирать действия и перемещаться между локациями, а в нижней расположены значки выхода в меню, инвентаря, блокнота с заметками о текущем деле и списке дел, а также телефона, с помощью которого Нэнси может звонить другим персонажам игры, читать почту и искать информацию в Интернете. В данной игре серии, однако, значок телефон заменён на значок кошелька - чтобы звонить друзьям, Нэнси придётся пользоваться стационарным телефоном либо в офисе Мари, либо в доме Джи-Джи. При диалоге деление происходит на три части, и в нижней части появляется поле диалога. Локации в игре можно осмотреть, поворачиваясь на все 360 градусов.
В игре курсором мыши можно было и взаимодействовать с предметами и перемещаться по локациям. Путешествие по городу будет осуществляться также при помощи карты метро. Кроме обычного геймплея point-and-click, не скатывающегося к изнуряющему пиксель-хантингу, в игре приходится решать головоломки, которые можно усложнить, выбрав более высокий уровень сложности при старте игры. Он будет влиять и на число подсказок, встречающихся в игре. Менять уровень в ходе прохождения нельзя.
В игре есть возможность, называемая «Второй шанс»: если героиня попадает в смертельную ловушку, либо делает критическую ошибку, то появляется кнопка «второй шанс», которая возвращает её на место прямо перед произошедшим.
Если игрок не знает, что делать дальше, он может проверить записи Нэнси в блокноте, либо позвонить друзьям.

## Сюжет
В этой части серии Нэнси Дрю отправляется во Францию, в Париж, в качестве помощника известного дизайнера Мари. С недавних пор Мари начала вести себя странно: постоянно носит маску, срывается по каждому поводу и не успевает в сроки с работой. Дело осложняется тем, что Мари получает записки с угрозами. Главная работа модельера в этот момент — платье для первой леди, которое та должна будет надеть на всемирный саммит. Нэнси предстоит выяснить, что на самом деле происходит в офисе всемирно известного модельера.

## Отзывы
| Сводный рейтинг       | Сводный рейтинг |
| Агрегатор             | Оценка          |
| --------------------- | --------------- |
| GameRankings          | 73,55 %         |
| Metacritic            | 70              |
| MobyRank              | 67              |
| Иноязычные издания    |                 |
| Издание               | Оценка          |
| GameZone              | 7,0             |
| AdventureGamers       | 3               |
| Русскоязычные издания |                 |
| Издание               | Оценка          |
| Absolute Games        | 45 %            |
| «Игромания»           | 6,5             |
| «ЛКИ»                 | 34 %            |